# Großer Preis von Abu Dhabi 2019
Der Große Preis von Abu Dhabi 2019 (offiziell Formula 1 Etihad Airways Abu Dhabi Grand Prix 2019) fand am 1. Dezember auf dem Yas Marina Circuit auf der Yas-Insel statt und war das 21. und letzte Rennen der Formel-1-Weltmeisterschaft 2019. Es handelte sich um das erste Rennen der Formel-1-Weltmeisterschaft im Monat Dezember seit dem Großen Preis von Südafrika 1963.

## Bericht

### Hintergründe
Nach dem Großen Preis von Brasilien stand Lewis Hamilton mit 73 Punkten Vorsprung auf Valtteri Bottas als Fahrerweltmeister fest. Bottas stand seinerseits als Vizeweltmeister fest, Max Verstappen lag als Dritter 127 Punkte zurück. In der Konstrukteurswertung standen die ersten drei Positionen bereits fest, hier führte Mercedes mit 222 Punkten vor Ferrari und mit 310 Punkten vor Red Bull Racing.
Beim Großen Preis von Brasilien stellte Pirelli den Fahrern die Reifenmischungen P Zero Hard (weiß, Mischung C3), P Zero Medium (gelb, C4) und P Zero Soft (rot, C5) sowie für Nässe Cinturato Intermediates (grün) und Cinturato Full-Wets (blau) zur Verfügung.
Es gab zwei DRS-Zonen. Die erste Zone befand sich auf der langen Geraden zwischen Kurve 7 und Kurve 8, der Messpunkt befand sich vor Kurve 7. Die zweite Zone befand sich zwischen Kurve 10 und Kurve 11 mit dem Messpunkt bei Kurve 9.
Hamilton bestritt seinen 250. Grand Prix.
Als Rennkommissare für dieses Rennwochenende fungierten Nish Shetty (SGP), Dennis Dean (USA), Derek Warwick (GBR) und Mahir Al Badri (ARE).
Mit Hamilton (viermal), Sebastian Vettel (dreimal), Kimi Räikkönen und Bottas (je einmal) traten vier ehemalige Sieger zu diesem Grand Prix an.

### Training
Im ersten freien Training holte sich Bottas mit einer Rundenzeit von 1:36,957 Minuten vor Verstappen und Hamilton die Bestzeit. Am Ende der regulären Session sorgte Vettel für einen Abbruch, da er in die Streckenbegrenzungen einschlug.
Im zweiten freien Training fuhr Valtteri Bottas erneut die Bestzeit, diesmal mit einer Rundenzeit von 1:36,256 Minuten. Rund 15 Minuten vor Ende der Session kollidierte er mit Romain Grosjean. Zweiter wurde Hamilton vor Charles Leclerc.
Das dritte freie Training, welches das letzte der Formel-1-Saison 2019 war, ging mit 1:36,566 an Verstappen vor Hamilton und Bottas.

### Qualifying
Das Qualifying bestand aus drei Teilen mit einer Nettolaufzeit von 45 Minuten. Im ersten Qualifying-Segment (Q1) hatten die Fahrer 18 Minuten Zeit, um sich für das Rennen zu qualifizieren. Alle Fahrer, die im ersten Abschnitt eine Zeit erzielten, die maximal 107 Prozent der schnellsten Rundenzeit betrug, qualifizierten sich für den Grand Prix. Die besten 15 Fahrer erreichten den nächsten Teil. Hamilton holte sich mit einer Rundenzeit von 1:35,852 Minuten die Bestzeit. Grosjean, Antonio Giovinazzi, Kimi Räikkönen, George Russell und Robert Kubica schieden aus.
Der zweite Abschnitt (Q2) dauerte 15 Minuten. Die schnellsten zehn Piloten qualifizierten sich für den dritten Teil des Qualifyings. Diesmal war Leclerc schnellster. Sergio Pérez, Pierre Gasly, Lance Stroll, Daniil Kwyat und Kevin Magnussen schieden aus.
Der finale Abschnitt (Q3) ging über eine Zeit von zwölf Minuten, in denen die ersten zehn Startpositionen vergeben wurden. Hamilton sicherte sich mit einer Rundenzeit von 1:34,779 Minuten die Pole-Position. Mercedes-Teamkollege Bottas wurde vor Verstappen Zweiter, startete aber als Letzter, da er aufgrund eines Motorschadens in Brasilien neue Motor-Komponenten verwenden musste.

### Rennen
Beim Start behiel Hamilton die Führung. Der Brite lag vor Verstappen, Leclerc, Vettel, Alexander Albon und den beiden McLaren. In der ersten Runde setzte sich Leclerc gegen Verstappen durch, der sich dem Angriff des anderen Ferrari-Piloten Vettel widersetzte. In der zweiten Runde gelang es dem Deutschen, den Niederländer zu überholen, der sich jedoch sofort den dritten Platz zurückeroberte. Bottas drängte derweil nach vorne: Als Letzter startend, verbesserte er sich bis zum Ende der zweiten Runde auf den 14. Platz.
Hamilton baute seinen Vorsprung auf Leclerc sofort aus, so dass der neue Weltmeister in der zehnten Runde bereits über fünf Sekunden Vorsprung auf den Monegassen, acht Sekunden Vorsprung auf Verstappen und zwölf Sekunden Vorsprung auf Vettel hatte. Bottas fuhr in dieser Zeit in die Punkteränge und überholte nach einigen Runden Pérez. Das Comeback des Finnen wurde dadurch eingeschränkt, dass die Rennleitung aufgrund eines technischen Problems in den ersten Minuten den Einsatz von DRS nicht zuließ.
In der zwölften Runde fuhren die beiden Ferrari hintereinander zum Boxenstopp und wechselten auf harte Reifen. Als Vettel seine Reifen wechselte, kam es zu einer kleinen Ungenauigkeit, die den Deutschen einige Sekunden kostete. In der nächsten Runde kam Albon an die Box. Hamilton führte nun vor Verstappen, Leclerc, Nico Hülkenberg, Bottas (die noch keine Reifen gewechselt hatten), Vettel, Albon und Pérez.
Vettel griff Bottas an, schaffte es jedoch nicht, am Mercedes-Piloten vorbeizukommen. Kurz darauf, in Runde 18, gab die Rennleitung bekannt, dass das DRS wieder eingesetzt werden könne. Bottas nutzte dies aus, um an Hülkenberg vorbei zukommen. Gleich danach ging der Renault-Fahrer zum Reifenwechsel. In Runde 25 stoppte Verstappen mit harten Reifen. Der Niederländer kehrte hinter Leclerc ins Rennen zurück.
Hamilton wartete mit der Montage neuer Reifen bis zur 26. Runde und entschied sich ebenfalls für harte Reifen. Der Brite behielt die Führung mit über sieben Sekunden vor Leclerc, über zwölf vor Verstappen, 26 vor Bottas und 30 vor Vettel. In Runde 29 stoppte auch der andere Mercedes-Fahrer, Bottas. Der Finne verfolgte die gleiche Strategie wie die anderen führenden Fahrer und montierte harte Reifen. Nach dem Boxenstopp war Bottas Sechster, hinter Albon.
Verstappen näherte sich Leclerc und überholte ihn in Runde 31. In Runde 38 mussten Leclerc und Vettel aufgrund des hohen Reifenverschleiß erneut einen Boxenstopp einlegen. Leclerc entschied sich für Medium-Reifen, während Vettel auf einen Satz Soft-Reifen setzte. Leclerc kehrte erneut als Dritter auf die Strecke zurück, knapp vor Albon und Bottas. Vettel verlor jedoch zwei Positionen und blieb hinter diesen beiden Fahrern.
In Runde 39 übernahm Bottas den vierten Platz von Albon. In den letzten Runden musste sich der Thailänder den Angriffen von Vettel stellen, der in Runde 53 am Red-Bull-Piloten vorbeizog. Auch Bottas gelang es, an Leclerc heranzukommen, ohne jedoch die Möglichkeit zu haben, ihn zu überholen.
Hamilton errang schließlich seinen 84. Sieg in der Formel-1-Weltmeisterschaft vor Verstappen und Leclerc. Der Brite feierte außerdem seinen sechsten Karriere-Grand-Slam (Pole-Position, Sieg, schnellste Runde und Führung über alle Runden). Hamilton erreichte in dieser Saison 413 Punkte, ein neuer Rekord für einen Fahrer in einem Jahr. Der neue Weltmeister stellte mit 19 auch den neuen Rekord für die Anzahl der Grands Prix auf, bei denen er in einer Saison mindestens eine Runde Vorsprung hatte.

## Meldeliste
| Team                             | Nr. | Fahrer             | Chassis                       | Motor                         | Reifen |
| -------------------------------- | --- | ------------------ | ----------------------------- | ----------------------------- | ------ |
| Mercedes-AMG Petronas Motorsport | 44  | Lewis Hamilton     | Mercedes-AMG F1 W10 EQ Power+ | Mercedes-AMG F1 M10 EQ Power+ | P      |
| Mercedes-AMG Petronas Motorsport | 77  | Valtteri Bottas    | Mercedes-AMG F1 W10 EQ Power+ | Mercedes-AMG F1 M10 EQ Power+ | P      |
| Scuderia Ferrari                 | 05  | Sebastian Vettel   | Ferrari SF90                  | Ferrari 064                   | P      |
| Scuderia Ferrari                 | 16  | Charles Leclerc    | Ferrari SF90                  | Ferrari 064                   | P      |
| Aston Martin Red Bull Racing     | 33  | Max Verstappen     | Red Bull Racing RB15          | Honda RA619H                  | P      |
| Aston Martin Red Bull Racing     | 23  | Alexander Albon    | Red Bull Racing RB15          | Honda RA619H                  | P      |
| Renault F1 Team                  | 03  | Daniel Ricciardo   | Renault R.S.19                | Renault E-Tech 19             | P      |
| Renault F1 Team                  | 27  | Nico Hülkenberg    | Renault R.S.19                | Renault E-Tech 19             | P      |
| Haas F1 Team                     | 08  | Romain Grosjean    | Haas VF-19                    | Ferrari 064                   | P      |
| Haas F1 Team                     | 20  | Kevin Magnussen    | Haas VF-19                    | Ferrari 064                   | P      |
| McLaren F1 Team                  | 55  | Carlos Sainz jr.   | McLaren MCL34                 | Renault E-Tech 19             | P      |
| McLaren F1 Team                  | 04  | Lando Norris       | McLaren MCL34                 | Renault E-Tech 19             | P      |
| SportPesa Racing Point F1 Team   | 11  | Sergio Pérez       | Racing Point RP19             | BWT Mercedes                  | P      |
| SportPesa Racing Point F1 Team   | 18  | Lance Stroll       | Racing Point RP19             | BWT Mercedes                  | P      |
| Alfa Romeo Racing                | 07  | Kimi Räikkönen     | Alfa Romeo Racing C38         | Ferrari 064                   | P      |
| Alfa Romeo Racing                | 99  | Antonio Giovinazzi | Alfa Romeo Racing C38         | Ferrari 064                   | P      |
| Red Bull Toro Rosso Honda        | 26  | Daniil Kwjat       | Scuderia Toro Rosso STR14     | Honda RA619H                  | P      |
| Red Bull Toro Rosso Honda        | 10  | Pierre Gasly       | Scuderia Toro Rosso STR14     | Honda RA619H                  | P      |
| ROKiT Williams Racing            | 63  | George Russell     | Williams FW42                 | Mercedes-AMG F1 M10 EQ Power+ | P      |
| ROKiT Williams Racing            | 88  | Robert Kubica      | Williams FW42                 | Mercedes-AMG F1 M10 EQ Power+ | P      |

## Klassifikationen

### Qualifying
| Pos.                                                                      | Fahrer             | Konstrukteur              | Q1       | Q2       | Q3       | Start |
| ------------------------------------------------------------------------- | ------------------ | ------------------------- | -------- | -------- | -------- | ----- |
| 01                                                                        | Lewis Hamilton     | Mercedes                  | 1:35,851 | 1:35,634 | 1:34,779 | 01    |
| 02                                                                        | Valtteri Bottas    | Mercedes                  | 1:36,200 | 1:35,674 | 1:34,973 | 20    |
| 03                                                                        | Max Verstappen     | Red Bull Racing-Honda     | 1:36,390 | 1:36,275 | 1:35,139 | 02    |
| 04                                                                        | Charles Leclerc    | Ferrari                   | 1:36,478 | 1:35,543 | 1:35,219 | 03    |
| 05                                                                        | Sebastian Vettel   | Ferrari                   | 1:36,963 | 1:35,786 | 1:35,339 | 04    |
| 06                                                                        | Alexander Albon    | Red Bull Racing-Honda     | 1:36,102 | 1:36,718 | 1:35,682 | 07    |
| 07                                                                        | Lando Norris       | McLaren-Renault           | 1:37,545 | 1:36,764 | 1:36,436 | 06    |
| 08                                                                        | Daniel Ricciardo   | Renault                   | 1:37,106 | 1:36,785 | 1:36,456 | 07    |
| 09                                                                        | Carlos Sainz jr.   | McLaren-Renault           | 1:37,358 | 1:36,308 | 1:36,459 | 08    |
| 10                                                                        | Nico Hülkenberg    | Renault                   | 1:37,506 | 1:36,859 | 1:36,710 | 09    |
| 11                                                                        | Sergio Pérez       | Racing Point-BWT Mercedes | 1:36,961 | 1:37,055 | –        | 10    |
| 12                                                                        | Pierre Gasly       | Scuderia Toro Rosso-Honda | 1:37,198 | 1:37,089 | –        | 11    |
| 13                                                                        | Lance Stroll       | Racing Point-BWT Mercedes | 1:37,528 | 1:37,103 | –        | 12    |
| 14                                                                        | Daniil Kwjat       | Scuderia Toro Rosso-Honda | 1:37,683 | 1:37,141 | –        | 13    |
| 15                                                                        | Kevin Magnussen    | Haas-Ferrari              | 1:37,710 | 1:37,254 | –        | 14    |
| 16                                                                        | Romain Grosjean    | Haas-Ferrari              | 1:38,051 | –        | –        | 15    |
| 17                                                                        | Antonio Giovinazzi | Alfa Romeo Racing-Ferrari | 1:38,114 | –        | –        | 16    |
| 18                                                                        | Kimi Räikkönen     | Alfa Romeo Racing-Ferrari | 1:38,383 | –        | –        | 17    |
| 19                                                                        | George Russell     | Williams-Mercedes         | 1:38,717 | –        | –        | 18    |
| 20                                                                        | Robert Kubica      | Williams-Mercedes         | 1:39,236 | –        | –        | 19    |
| 107-Prozent-Zeit: 1:42,561 min (bezogen auf Q1-Bestzeit von 1:36,478 min) |                    |                           |          |          |          |       |

Anmerkungen
1. ↑  Bottas wurde wegen der Verwendung des vierten Verbrennungsmotors, des vierten Turboladers und der der vierten MGU-H in dieser Saison ans Ende des Feldes versetzt.

### Rennen
| Pos. | Fahrer             | Konstrukteur              | Runden | Stopps | Zeit        | Start | Schnellste Runde |
| ---- | ------------------ | ------------------------- | ------ | ------ | ----------- | ----- | ---------------- |
| 01   | Lewis Hamilton     | Mercedes                  | 55     | 1      | 1:34:05,715 | 01    | 1:39,283 (53.)   |
| 02   | Max Verstappen     | Red Bull Racing-Honda     | 55     | 1      | + 16,772    | 02    | 1:41,119 (55.)   |
| 03   | Charles Leclerc    | Ferrari                   | 55     | 2      | + 43,435    | 03    | 1:40,442 (44.)   |
| 04   | Valtteri Bottas    | Mercedes                  | 55     | 1      | + 44,379    | 20    | 1:39,715 (31.)   |
| 05   | Sebastian Vettel   | Ferrari                   | 55     | 2      | + 1:04,357  | 04    | 1:40,128 (55.)   |
| 06   | Alexander Albon    | Red Bull Racing-Honda     | 55     | 1      | + 1:09,205  | 05    | 1:42,219 (49.)   |
| 07   | Sergio Pérez       | Racing Point-BWT Mercedes | 54     | 1      | + 1 Runde   | 10    | 1:42,639 (39.)   |
| 08   | Lando Norris       | McLaren-Renault           | 54     | 1      | + 1 Runde   | 06    | 1:43,026 (50.)   |
| 09   | Daniil Kwjat       | Scuderia Toro Rosso-Honda | 54     | 1      | + 1 Runde   | 13    | 1:42,222 (42.)   |
| 10   | Carlos Sainz jr.   | McLaren-Renault           | 54     | 2      | + 1 Runde   | 08    | 1:41,294 (43.)   |
| 11   | Daniel Ricciardo   | Renault                   | 54     | 2      | + 1 Runde   | 07    | 1:41,190 (51.)   |
| 12   | Nico Hülkenberg    | Renault                   | 54     | 1      | + 1 Runde   | 09    | 1:43,274 (52.)   |
| 13   | Kimi Räikkönen     | Alfa Romeo Racing-Ferrari | 54     | 1      | + 1 Runde   | 17    | 1:43,142 (25.)   |
| 14   | Kevin Magnussen    | Haas-Ferrari              | 54     | 1      | + 1 Runde   | 14    | 1:43,790 (22.)   |
| 15   | Romain Grosjean    | Haas-Ferrari              | 54     | 1      | + 1 Runde   | 15    | 1:43,666 (33.)   |
| 16   | Antonio Giovinazzi | Alfa Romeo Racing-Ferrari | 54     | 2      | + 1 Runde   | 16    | 1:43,256 (28.)   |
| 17   | George Russell     | Williams-Mercedes         | 54     | 1      | + 1 Runde   | 18    | 1:43,074 (50.)   |
| 18   | Pierre Gasly       | Scuderia Toro Rosso-Honda | 53     | 1      | + 2 Runden  | 11    | 1:42,414 (53.)   |
| 19   | Robert Kubica      | Williams-Mercedes         | 53     | 1      | + 2 Runden  | 19    | 1:44,500 (51.)   |
| –    | Lance Stroll       | Racing Point-BWT Mercedes | 45     | 2      | DNF         | 12    | 1:43,326 (25.)   |

## WM-Stände nach dem Rennen
Die ersten zehn des Rennens bekamen 25, 18, 15, 12, 10, 8, 6, 4, 2 bzw. 1 Punkt(e). Zusätzlich gab es einen Punkt für die schnellste Rennrunde, da der Fahrer unter den ersten zehn landete.

### Fahrerwertung
| Pos. | Fahrer           | Konstrukteur                                      | Punkte |
| ---- | ---------------- | ------------------------------------------------- | ------ |
| 01   | Lewis Hamilton   | Mercedes                                          | 413    |
| 02   | Valtteri Bottas  | Mercedes                                          | 326    |
| 03   | Max Verstappen   | Red Bull Racing-Honda                             | 278    |
| 04   | Charles Leclerc  | Ferrari                                           | 264    |
| 05   | Sebastian Vettel | Ferrari                                           | 240    |
| 06   | Carlos Sainz jr. | McLaren-Renault                                   | 96     |
| 07   | Pierre Gasly     | Red Bull Racing-Honda / Scuderia Toro Rosso-Honda | 95     |
| 08   | Alexander Albon  | Scuderia Toro Rosso-Honda / Red Bull Racing-Honda | 92     |
| 09   | Daniel Ricciardo | Renault                                           | 54     |
| 010  | Sergio Pérez     | Racing Point-BWT-Mercedes                         | 52     |

| Pos. | Fahrer             | Konstrukteur              | Punkte |
| ---- | ------------------ | ------------------------- | ------ |
| 011  | Lando Norris       | McLaren-Renault           | 49     |
| 012  | Kimi Räikkönen     | Alfa Romeo Racing-Ferrari | 43     |
| 013  | Daniil Kwjat       | Scuderia Toro Rosso-Honda | 37     |
| 014  | Nico Hülkenberg    | Renault                   | 37     |
| 015  | Lance Stroll       | Racing Point-BWT-Mercedes | 21     |
| 016  | Kevin Magnussen    | Haas-Ferrari              | 20     |
| 017  | Antonio Giovinazzi | Alfa Romeo Racing-Ferrari | 14     |
| 018  | Romain Grosjean    | Haas-Ferrari              | 8      |
| 019  | Robert Kubica      | Williams-Mercedes         | 1      |
| 020  | George Russell     | Williams-Mercedes         | 0      |

### Konstrukteurswertung
| Pos. | Konstrukteur          | Punkte |
| ---- | --------------------- | ------ |
| 1    | Mercedes              | 739    |
| 2    | Ferrari               | 504    |
| 3    | Red Bull Racing-Honda | 417    |
| 4    | McLaren-Renault       | 145    |
| 5    | Renault               | 91     |

| Pos. | Konstrukteur              | Punkte |
| ---- | ------------------------- | ------ |
| 06   | Scuderia Toro Rosso-Honda | 85     |
| 07   | Racing Point-BWT Mercedes | 73     |
| 08   | Alfa Romeo Racing-Ferrari | 57     |
| 09   | Haas-Ferrari              | 28     |
| 10   | Williams-Mercedes         | 1      |